# The Painter
The Painter es una película estadounidense de suspenso y acción dirigida por Kimani Ray Smith y escrita por Brian Buccellato. Está protagonizada por Charlie Weber, Jon Voight, Marie Avgeropoulos y Madison Bailey.
The Painter fue estrenada el 5 de enero de 2024 en Estados Unidos.

## Reparto
- Charlie Weber como Peter
- Jon Voight como Byrne
- Marie Avgeropoulos como Piasecki
- Madison Bailey como Sofía
- Max Montesi como Ghost
- Rryla McIntosh como Elena
- Luisa D'Oliveira como Agente Kim

## Producción
La fotografía principal tuvo lugar en Vancouver del 28 de noviembre al 20 de diciembre de 2022. A finales de noviembre de 2023, se informó que Republic Pictures había adquirido los derechos de The Painter, una película de suspenso y acción dirigida por Kimani Ray Smith de SP Media Group para Paramount Global Content Distribution.

## Estreno
The Painter se estrenó de forma limitada en los Estados Unidos el 5 de enero de 2024, antes de estrenarse en plataformas digitales el 9 de enero.